# Dirk Jacobs

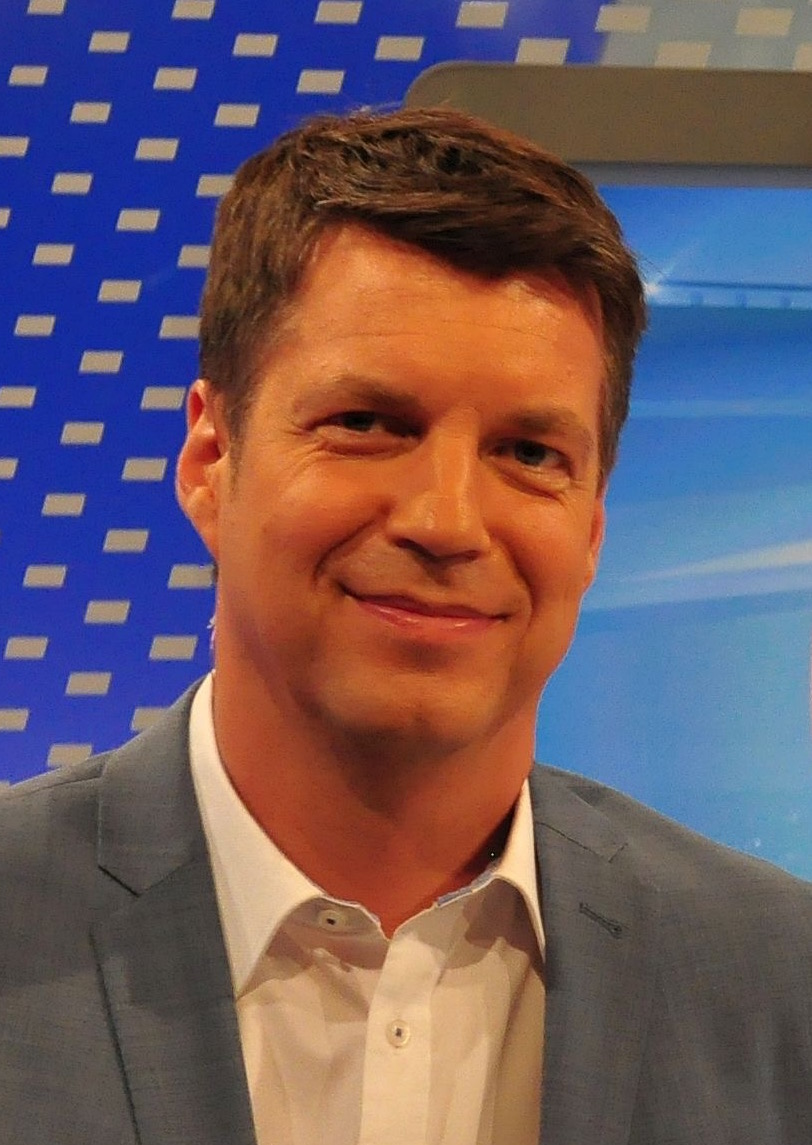
Dirk Jacobs, 2017

Dirk Jacobs (* 6. August 1970 in Dortmund) ist ein deutscher Fernsehjournalist und Fernsehmoderator für Nachrichten, Politik und Sport, sowie Heilpraktiker für Psychotherapie. Er ist Reporter und Chef vom Dienst beim ZDF-Morgenmagazin und ZDF-Mittagsmagazin und vertretungsweise Moderator im ZDF-Morgenmagazin. Im RBB-Fernsehen präsentierte er seit 2015 die Nachrichten, unter anderem in der Abendschau. Als Sportmoderator und Sportreporter war er bis 2012 für das ZDF und dann bis 2018 für den RBB und die ARD im Einsatz. Für die Deutsche Welle war er von 2001 bis 2017 Hauptmoderator der deutschsprachigen TV-Nachrichtenjournale.

## Leben und Karriere
Jacobs studierte an der Humboldt-Universität zu Berlin Volkswirtschaftslehre und schloss das Studium 1998 als Diplom-Volkswirt ab. Schon in dieser Zeit begann er als Redakteur und Reporter für das ZDF-Morgenmagazin in Berlin zu arbeiten. Für das Sportressort berichtete er regelmäßig von der Fußball-Bundesliga, den Olympischen Spielen, der Tour de France sowie den Fußball-Weltmeisterschaften bzw. -Europameisterschaften, bei denen er die deutsche Fußballnationalmannschaft begleitete. Von 2010 bis 2012 arbeitete er als Fußball-Bundesliga-Reporter für das Aktuelle Sportstudio, die Sportreportage im ZDF, und als Autor und Interviewer für ZDF-Olympia-live bei den Spielen 2012 in London. Von Ende 2012 bis 2018 war er als Sportreporter für den RBB und für die ARD-Sportschau tätig.
Von 2015 bis 2017 moderierte er die Haupt-Sportsendung des RBB, den Sportplatz, und anschließend die täglichen Sportblöcke im Programm, die den Sportplatz als TV-Sport-Format im RBB ablösten – in rbb um 6, in rbb aktuell um 21:45 Uhr, sowie freitags in rbb aktuell um 16 Uhr und sonntags in der Abendschau um 19:30 Uhr. Außerdem moderierte er diverse Sport-Live-Übertragungen im RBB.
Von 2001 bis 2017 war Jacobs Anchor der deutschsprachigen TV-Nachrichtenmagazine der Deutschen Welle (DW). Gleich zu Beginn standen zahlreiche Sondersendungen zu den Terroranschlägen in den USA. Er moderierte Sondersendungen zu Mauerfall- und Wiedervereinigungs-Jubiläen, zu Staatsfeierlichkeiten, Regierungserklärungen, Bundestagsdebatten und Wahlen, moderierte und kommentierte u. a. die Hochzeit von Kate und William 2011, das Gedenken in Auschwitz zum 70. Jahrestag der Befreiung 2015 und die Wahlsendung zur Bundestagswahl 2013. Zudem war er 2013 Gesprächsgast in der DW bei Typisch Deutsch und Talking Germany.
Von 2015 an präsentierte Dirk Jacobs die Nachrichten beim RBB – täglich in den Sendungen rbb um 6 und im Berliner Haupt-Nachrichtenmagazin, der Abendschau. Für die Abendschau war er zudem als Reporter für Beiträge und Live-Schaltungen im Einsatz.
Als politischer Reporter und Chef vom Dienst arbeitet er seit 2010 für das ZDF-Morgenmagazin und seit Anfang 2018 für die gemeinsame Redaktion Tagesmagazine für das ZDF-Morgenmagazin und ZDF-Mittagsmagazin. In Vertretung moderiert er die Frühausgabe im ZDF-Morgenmagazin.
In Folge einer Erkrankung 2018 mit bleibender Hörschädigung (Ertaubung links, er trägt ein Cochlea-Implantat) übt er die Tätigkeiten als TV-Journalist nur noch eingeschränkt und reduziert aus, vorrangig als Autor beim ZDF. Nach mehrjähriger Fortbildung und Prüfung zum Heilpraktiker für Psychotherapie bietet er Persönlichkeits-Coaching und Therapie in eigener Praxis an.
Im Herbst 2020 unterzeichnete er als einer der Ersten den gegen die sogenannte „Cancel Culture“ gerichteten Appell für freie Debattenräume.
Dirk Jacobs kritisiert die Berichterstattung der deutschen Leitmedien zur Covid-19-Pandemie als unausgewogen, mangelhaft und von zu 'hoher moralischer Wucht geprägt' und fordert eine selbstkritische journalistische Aufarbeitung dieser Zeit in den Leitmedien.
Ebenfalls in der Berliner Zeitung beklagte Jacobs einen angeblichen "Konformismus bei vielen Themen, sei es bei Putin, Trump, Corona, Klima und Energiepolitik, Gender und Diversität, Migration, Islam oder der politischen „Rechten“ [Anführungszeichen im Original]" und schrieb mit Blick auf den russischen Angriffskrieg von "der Frage der Mitverantwortung des Westens und der Ukraine oder der Frage, ob Putin kompromisslos imperialistisch sei." Jacobs kritisiert einen sogenannten "Moraljournalismus", der Realitäten ausblende, und konstatiert: "Jetzt haben wir Wirtschaftsprobleme und Probleme mit Ausländerkriminalität und nicht gelungener Integration und Überforderung von Kommunen".